# Obstruction nasale

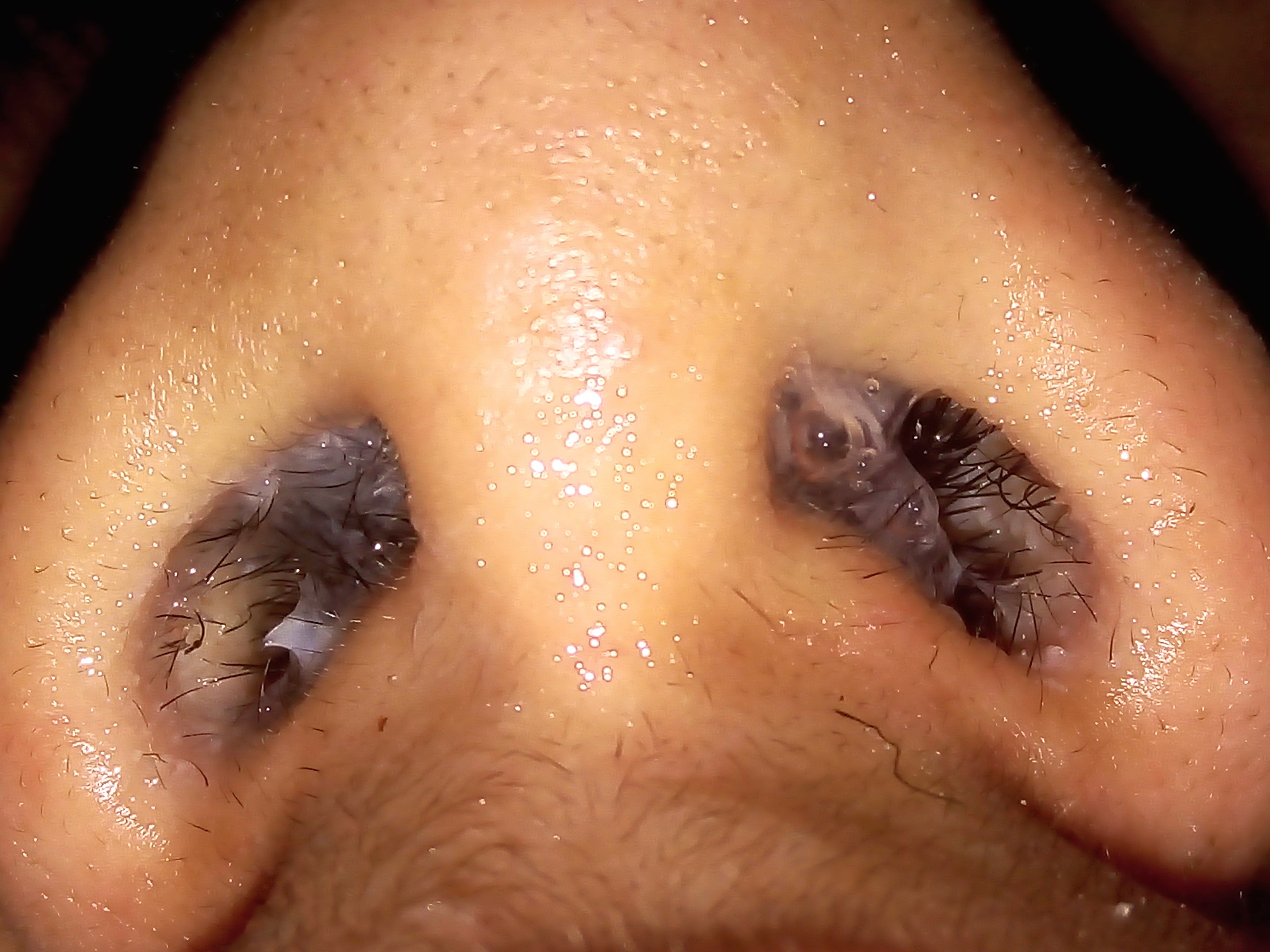
Obstruction nasale par congestion avec rhinorrhée.

L'obstruction nasale, communément appelée « le nez bouché », est la réduction du flux d'air du nez causé par un obstacle au flux d'air dans ou au dehors du nez.

## Causes
La cause la plus fréquent est la rhinite, ce que l'on appelle communément « le rhume ». Cette irritation des parois nasales va provoquer son gonflement, empêchant donc le mucus de s'écouler normalement. 
D'autres causes sont possibles :
- congestion nasale,
- déviation de la cloison nasale,
- hypertrophie des cornets,
- une sinusite, éventuellement chronique[2] (par exemple, une sinusite fongique allergique)...
- introduction accidentelle d'un objet (chez l'enfant).

## Symptômes
Une difficulté à respirer par le nez. 
La respiration fonctionne habituellement par cycle nasal, c'est-à-dire qu'une seule narine est utilisée pour respirer à la fois, et s'alternent toutes les 1 à 5 heures. Respirer par une narine plus que l'autre aurait un effet sur le système nerveux autonome (sympathique et parasympathique),, et augmenterait l'activité de l'hémisphère cérébral opposé à la narine utilisée.
Il y a une relation entre l'obstruction nasale et les niveaux d'anxiété,, et de dépression,,.
Une étude a établi un lien entre une mauvaise posture, particulièrement la cyphose et une obstruction nasopharyngée.